# Phil Murphy
Philip Troy Murphy, detto Phil (Saint John's, 4 dicembre 1976), è un ex rugbista a 15 canadese, in carriera attivo nel ruolo di terza linea ala e terza centro.

## Biografia
Nato a Saint John's, in Canada; si trasferisce in Irlanda del Nord e frequesta il Methodist College Belfast, venendo selezionato a livello scolastico per rappresentare l'Irlanda. Successivamente fa ritorno in Canada e frequenta l'Università di Victoria in Columbia britannica.
In Canada gioca per gli Oakville Crusaders dal 1996 al 2000, collezionando 126 presenze e segnando 10 mete.
Nel 2000 fa ritorno in Europa al Perpignano , dove disputa tre stagioni in Top14 e giungendo in finale di Heineken Cup 2002-2003. Nel novembre 2001 viene selezionato con i Barbarian francesi per il test match contro le Figi, a Tolone, vinto dagli isolani 17-15.
Nell'estate 2003 viene ingaggiato in Inghilterra nei London Irish, rimanendovi per cinque stagioni consecutive e superando le 100 presenze con la maglia del club di Londra. Nel febbraio 2008 si trasferisce in Italia al Viadana, per disputare il campionato di Super 10.

### Carriera internazionale
Il 20 maggio 2000, a Vancouver, fa il suo esordio internazionale con la Nazionale canadese contro le isole Tonga, nel match valido per il Pacific Rim Championship; nel 2001 disputa nuovamente il Pacific Rim Championship, mentre nel 2003 prende parte con il Canada alle qualificazioni per la Coppa del Mondo di rugby 2003 e disputa un match di Churchill Cup contro gli 
Stati Uniti.